# 科諾普基夫卡
49°23′46″N 25°35′2″E / 49.39611°N 25.58389°E
科諾普基夫卡（烏克蘭語：Конопківка），是烏克蘭的村落，位於該國西部捷爾諾波爾州，由捷爾諾波爾區負責管轄，處於尼什拉河畔，始建於1815年，面積1.63平方公里，2001年人口688。